# Chaerophyllum temulum
Chaerophyllum temulum es una planta herbácea perteneciente a la familia de las apiáceas.

## Descripción
Es una planta herbácea bienal que alcanza de 30 cm a 1 metro, con raíces peludas hirsutas, las hojas de color verde oscuro, bipinnadas, lóbulos ovado- obtuso, con inflorescencias en forma de umbelas, las flores con 6-12 rayos pubescentes desiguales,  pétalos glabros; estilos con el extremo curvo exterior, con frutos cónicos y lisos, de 6-7 mm de largo.

## Distribución
Se distribuye por el sudoeste de Asia, Norte de África y por casi toda Europa; N y W de la península ibérica; en Aragón en la mitad oriental del Pirineo y repartida a lo largo del Sistema Ibérico. 

## Citología
Número de cromosomas de Chaerophyllum temulum (Fam. Umbelliferae) y táxones infraespecíficos = Chaerophyllum temulentum L.
 n=11.
Chaerophyllum temulentum L.
 2n=14.

## Sinonimia
- Chaerophyllum temulentum L. [1755, Fl. Suec., ed. 2 : 94]
- Scandix temula (L.) Roth [1788, Tent. Fl. Germ., 1 : 122]
- Scandix nutans Moench [1794, Meth. : 101] [nom. illeg.]
- Polgidon temulum (L.) Raf. [1840, Good Book : 53]
- Myrrhis temulenta Sm. [nom. illeg.]
- Myrrhis temula (L.) All. [1785, Fl. Pedem., 2 : 29]
- Bellia temulenta (L.) Bubani[4]

## Nombre común
- Castellano: cejuda blanca, perejil de asno, picos ásperos, zanahoria brava.[3]